# Vederlax

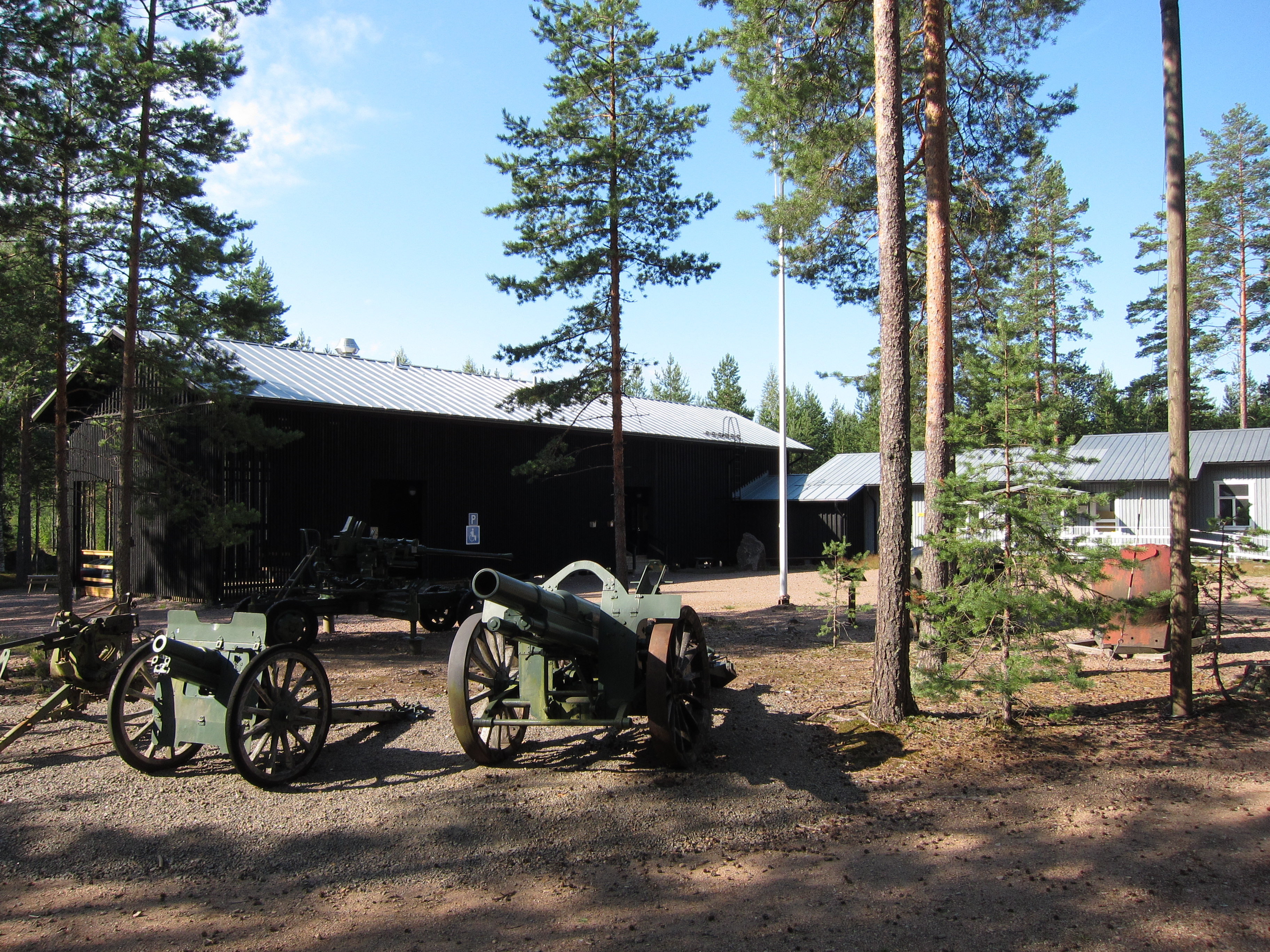
Vederlax bunkermuseum

Vederlax (finska: Virolahti) är en kommun i landskapet Kymmenedalen i Finland. Folkmängden i Vederlax kommun uppgår till cirka 3 040 invånare och totala arealen utgörs av 558,92 km². Folkmängden i centralorten Virojoki uppgick den 31 december 2014 till 1 258 invånare.
Vederlax är en av de kommuner i Finland som delvis blev bakom ryska gränsen efter Parisfreden 1947. I dag har Vederlax en landgräns i öster mot Ryssland och hyser ett av Finlands största östra gränsövergångsställen, Vaalimaa. Genompasserande Riksväg 7 har således en stor betydelse för kommunen.
Vederlax kommuns språkliga status är enspråkigt finsk.
Vederlax kommun ingår i Kotka-Fredrikshamns ekonomiska region.

## Geografi

### Tätorter
Vid tätortsavgränsningen den 31 december 2014 fanns det två tätorter i Vederlax kommun
| Nr | Tätort                                     | Folkmängd |
| -- | ------------------------------------------ | --------- |
| 1  | Virojoki                                   | 1 258     |
| 2  | Klamila (föråldrat svenskt namn : Rikulla) | 288       |

Centralorten är i fet stil.

### Övriga orter och geografiska namn
Många ortnamn i Vederlax avslöjar att här tidigare har funnits en svenskspråkig bosättning, men de svenska namnformerna betraktas numera enligt Institutet för de inhemska språken som föråldrade. I historiska sammanhang skall dock de svenska parallellnamnen fortfarande användas utan undantag.
Enligt lantmäteriverket finns det sammanlagt 36 så kallade registerbyar i Vederlax kommun. Här följer ett axplock av byarna i kommunen: Eerikkälä, Länsikylä (föråldrat svenskt namn: Flonkarby), Paatio (föråldrat svenskt namn: Båtö), Pyterlahti (föråldrat svenskt namn: Pyterlax), Rännälä eller Rännänen (föråldrat svenskt namn: Grennäs eller Grännäs), Sydänkylä (föråldrat svenskt namn: Kallfjärd), Hellä (föråldrat svenskt namn: Heligby), Hämeenkylä (föråldrat svenskt namn: Tavastby), Häppilä, Vaalimaa (föråldrat svenskt namn: Vaderma), Vilkkilä. En av öarna heter Hovör (på finska: Huovari).

## Styre och politik

### Mandatfördelning i Vederlax kommun, valen 1976–2021
| 6 | 15 |  | 5 |

| 5 |  | 14 |  |  | 5 |

| 6 |  | 14 |  | 5 |

| 7 |  | 14 |  | 4 |

| 6 |  | 15 | 5 |

| 7 | 15 | 5 |

| 5 | 12 | 4 |

| 4 | 12 | 5 |

| 15 | 6 |

| 6 | 12 | 3 |

| 16 | 5 |

| 5 | 1 | 12 | 3 |

| 12 | 9 |

| 5 | 3 | 10 | 3 |

| 14 | 7 |

| 3 | 5 | 11 | 2 |

| 15 | 6 |

### Vänorter
Vederlax kommun har tre vänorter: 
- Smedjebackens kommun, Sverige
- Hiiumaa (Dagö), Estland, sedan 1989.
- Käina, Estland, sedan 1989.[11]

## Ekonomi och infrastruktur

### Näringsliv
Vid byn Pyterlahti finns förekomster av rapakivigraniten pyterlit. Denna bryts av Palin Granit Oy.
På 1830-talet bröts på Pyterlahti stenbrott de 48 kolonnerna till portikerna på Isakskatedralen samt Alexanderkolonnen i Sankt Petersburg i Ryssland.

### Utbildning
Vederlax kommun upprätthåller tillsammans med Miehikkälä kommun sju finskspråkiga grundskolor, Klamilan koulu (åk 1–6), Virojoen koulu (åk 1–6), Virolahden yläaste ja lukio (åk 7–9 och gymnasium), Miehikkälän koulu (åk 7–9 ), Kirkonkylän koulu (åk 1–6), Muurikkalan koulu (åk 1–6) och Suur-Miehikkälän koulu (åk 1–6).

## Demografi

### Befolkningsutveckling
| Befolkningsutvecklingen i Vederlax kommun 1975–2020                                                          | Befolkningsutvecklingen i Vederlax kommun 1975–2020 | Befolkningsutvecklingen i Vederlax kommun 1975–2020 | Befolkningsutvecklingen i Vederlax kommun 1975–2020 | Befolkningsutvecklingen i Vederlax kommun 1975–2020 |
| --- | --------------------------------------------------- | --------------------------------------------------- | --------------------------------------------------- | --------------------------------------------------- |
| |                                                     |                                                     |                                                     |                                                     |
| År |                                                     |                                                     | Folkmängd                                           |                                                     |
| 1975 | 1975                                                |                                                     | 4 721                                               |                                                     |
| 1980 | 1980                                                |                                                     | 4 514                                               |                                                     |
| 1985 | 1985                                                |                                                     | 4 334                                               |                                                     |
| 1990 | 1990                                                |                                                     | 4 186                                               |                                                     |
| 1995 | 1995                                                |                                                     | 4 033                                               |                                                     |
| 2000 | 2000                                                |                                                     | 3 904                                               |                                                     |
| 2005 | 2005                                                |                                                     | 3 641                                               |                                                     |
| 2010 | 2010                                                |                                                     | 3 516                                               |                                                     |
| 2015 | 2015                                                |                                                     | 3 347                                               |                                                     |
| 2020 | 2020                                                |                                                     | 3 087                                               |                                                     |
| Anm: Uppgifterna avser förhållandena den 31 december nämnda år enligt områdesindelningen den 1 januari 2022. |                                                     |                                                     |                                                     |                                                     |